# 和妃 (道光帝)

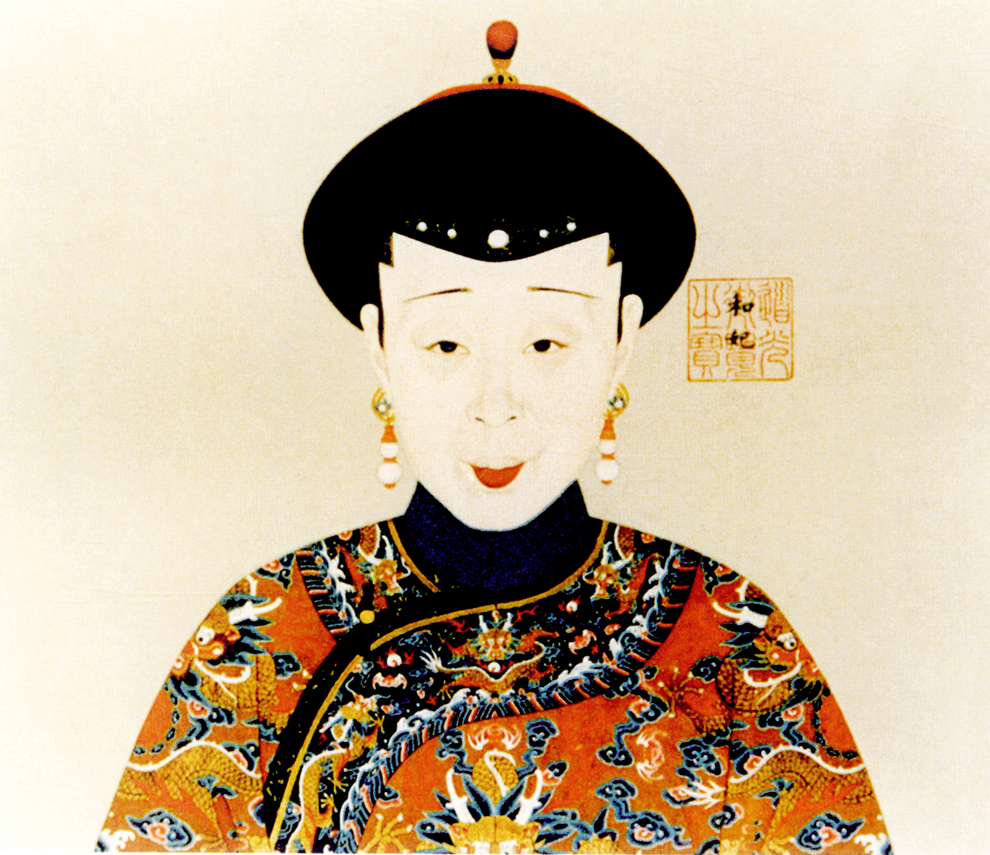
和妃

和妃（—1836年），輝發那拉氏，包衣正白旗人。三品卿銜員外郎成文之女。道光帝之妃。

## 生平
嘉慶時，輝發那拉氏以官女子的身份侍奉當時尚為皇子的道光帝。
嘉慶十三年（1808年）四月二十一日未時生道光帝長子奕緯，被嘉慶帝特賜封為皇子側福晉，是為第二側福晉。
嘉慶二十五年（1820年），皇二子綿寧登極。清宮醫案顯示，道光元年，輝發那拉氏患上痢疾，後來更患上肝病，長期榮血不足。
道光二年（1822年）十一月十六日，以禮部右侍郎博啟圖為正使，內閣學士恆齡為副使，冊封和嬪，正式冊封前曾被稱為二嬪娘娘，比其早成為側福晉的富察氏稱大嬪娘娘。
道光三年二月十二日詔晉為妃，二月二十三日，以大學士托津為正使，吏部左侍郎博啟圖為副使，冊封和妃。同年三月二十五日，和妃等內庭主位往西花園看視病危的平貴人，同日午時平貴人去世。
道光七年，和妃往西花園看視兒媳蘇完瓜爾佳氏入殮。道光七年八月，皇后妃嬪等位會親，其中和妃在八月初二日會親，親族人等出入走福原門。
道光十五年和妃又患上喘咳病。道光十六年四月初一日，進一步患上腫脹，四月初四日亥時薨逝。同年九月二十一日和妃金棺奉安慕东陵。

## 家族
- 六世祖：蘇巴泰，世居輝發地方，天命初年歸朝，授盛京佐領[8][9]。
- 五世祖：覺霍托，誥授中憲大夫[8]。
- 高祖父：常保，誥授中憲大夫[8]。
- 曾祖父：蘇巴里，世襲佐領，原任內務府郎中，欽命督理蘢江西新關稅務監督，誥授奉政大夫，晉資政大夫，配赫哲勒氏，誥封宜人，晉封夫人；烏雅氏，誥封宜人，晉封夫人[8][10]。
- 祖父：塞勒，誥封資政大夫，配伊拉里氏，誥封夫人[10]。
- 从堂祖叔：工部尚書蘇楞額，和妃家族嘉慶年間，因蘇楞額官至內務府總管大臣，開始顯貴。其孫那興阿和龔自珍交好。
- 父：成文，繙譯生員，原任內務府慎刑司錢糧衙門員外郎、廣儲司三庫郎中、協理樂善園事務郎中、坐辦堂郎中，兼公中佐領、驍騎參領、萬年吉地總管監督，工竣，賞加三品卿銜，誥授通議大夫，晉封資政大夫，配謝氏、鄭氏、金氏，均誥封淑人，晉封夫人[10]。
- 兄弟：
  - 延豐，历任长芦盐政、浙江鹽政兼杭州織造、粵海關監督、熱河總管等職。其：
    - 子福珠隆阿，湖北按察使。妻趙氏（胞兄道光癸未科進士達綸（道光进士），父正藍旗漢軍、直隸山永協副將寅賓，達綸乃清末官员赵尔丰祖父）。孙女輝發那拉氏，嫁內務府正白旗漢軍、內務府員外郎李春慶，其子光緒丁丑科進士繼昌。
    - 女一顧命八大臣怡親王載垣嫡福晉[11] 。
    - 女二嫁镶蓝旗宗室載耀，其子咸豐九年(1859)己未科進士、文慎公宗室福錕。
    - 女三嫁正白旗满洲、嘉庆庚申举人、江苏布政使拜都氏繼昌（胞兄鍾昌 (嘉慶進士)）。

  - 延隆，曾任江寧織造、蘇州織造、熱河總管、粵海關監督等職。
  - 延庚，乾隆癸卯科舉人，曾任知縣、知州等職。其子嘉庆甲子科举人荣安，孙道光辛丑恩科進士、熱河都統麒慶。
  - 延齡，曾任員外郎。
  - 延昌，曾任員外郎兼公中佐領。其女嫁正蓝旗汉军（趙）達瀛（清末官员赵尔丰家族）。
  - 延衡，曾任實錄館收掌校對官、員外郎等職。
  - 延崇，曾任園明園委署苑副等職。
  - 延陞，曾任園明園六品苑丞庫掌、員外郎等職。
  - 延英，曾任長春園苑副等職[10]。
- 姐妹：盛京工部侍郎奕澤（即康熙帝第十子允䄉之玄孫）之三繼妻[12]、江南河庫道法良（即軍機大臣桂良六弟）之妻。